# Monte Sourabaya
El monte Sourabaya es un volcán ubicado en la isla Blanco, en las islas Sandwich del Sur. Se eleva hasta los 915 m s. n. m., y se encuentra 1,9 kilómetros al noroeste del monte Darnley.

## Historia
Fue nombrado en 1971 por el Comité de Topónimos Antárticos del Reino Unido por el barco ballenero homónimo que presenció su erupción en 1935.
La isla nunca fue habitada ni ocupada, y como el resto de las Sandwich del Sur es reclamada por el Reino Unido que la hace parte del territorio británico de ultramar de las Islas Georgias del Sur y Sandwich del Sur, y por la República Argentina, que la hace parte del departamento Islas del Atlántico Sur dentro de la provincia de Tierra del Fuego, Antártida e Islas del Atlántico Sur.

## Erupciones volcánicas
Las erupciones volcánicas fueron reportadas en 1823, 1935, 1936 y 1950. En enero de 1956, los argentinos del Refugio Teniente Esquivel en la isla Thule (o Morrell) observaron una erupción que duró 48 horas y que arrojó tres chorros verticales de lava. En abril y mayo de 2016, se observó la erupción del monte Sourabaya a través de sensores remotos. La NASA publicó dos imágenes compuestas en falso color obtenidas sobre la zona. Allí se observaron lava caliente y plumas de ceniza volcánica.